# Verneuil-en-Bourbonnais
Verneuil-en-Bourbonnais é uma comuna francesa na região administrativa de Auvérnia-Ródano-Alpes, no departamento Allier. Estende-se por uma área de 14 km². Em 2010 a comuna tinha 241 habitantes (densidade: 17,2 hab./km²).